# Phka Malis
Phka Malis (en khmer : fleur de jasmin) est un ensemble de variétés de riz parfumé, cultivées au Cambodge. Les variétés Phka Rumduol, Phka Rumdeng et Phka Romeat sont notamment commercialisées sous le nom de Phka Malis, bien qu'il s'agisse de variétés différenciées localement. Ces variétés sont très proches du Hom Mali thaïlandais. 
Il s'agit d'un ensemble de variétés de riz photosensibles, qui ne peuvent donc pousser que pendant la saison des pluies et être récoltées une fois par an. Elles dégagent un arôme floral auquel elles doivent leur nom. Le Phka Malis remporte le prix de meilleur riz du monde de 2012 à 2014, lors de la World Rice Conference (Conférence mondiale du riz).
Le Phka Malis est surtout cultivé dans le district de Tramak au sud du Cambodge, dans la province de Pouthisat, et secondairement dans la province de Battambang. Sa culture a augmenté grâce aux campagnes de promotion à l'exportation dont il a fait l'objet.

## Commercialisation
Ce riz est commercialisé sous différentes appellations. Il est notamment vendu sous le nom commercial collectif de Malys Angkor par le Cambodge, qui est le nom enregistré par l'organisation mondiale de la propriété intellectuelle. Cette appellation est officiellement lancée mi-2021. Aux États-Unis, il est vendu sous le nom de « Mekong Flower rice ».
En France, la société Taureau ailé le commercialise sous le nom de Kamâlis.